# Justiz
Justiz é um filme de drama alemão de 1993 dirigido e escrito por Hans W. Geißendörfer, com base no romance homônimo de Friedrich Dürrenmatt.
Foi selecionado como representante da Alemanha à edição do Oscar 1994, organizada pela Academia de Artes e Ciências Cinematográficas.

## Elenco
- Maximilian Schell - Isaak Kohler
- Thomas Heinze - Felix Spat
- Anna Thalbach - Helene Kohler
- Mathias Gnädinger - Police Chief
- Norbert Schwientek - Stuessi-Leupin
- Ulrike Kriener - Ilse Freude
- Suzanne von Borsody - Daphne Winter
- Hark Bohm - Prof. Winter
- Carole Piguet - Monika Steigermann
- Diethelm Stix - Jaemmerlin
- Dietrich Siegl - Dr. Benno